# Protesty w Peru (2022–2023)
Protesty w Peru w latach 2022–2023 – seria protestów przeciwko parlamentowi peruwiańskiemu w Limie i innych miejscach kraju, które rozpoczęły się w grudniu 2022 roku.
W grudniu 2022 r. zwolennicy prezydenta Pedro Castillo organizowali serię protestów przeciwko Kongresowi Peru oraz rządowi ówczesnej wiceprezydent Diny Boluarte. Castillo, były wiejski nauczyciel, był popularny wśród ludności, zwłaszcza na prowincji. Poparcia protestom udzieliły organizacje skupione w lewicy i skrajnej lewicy politycznej oraz reprezentujące rdzenną ludność, która zarzuca władzom działania rasistowskie i klasowe. Castillo został usunięty z urzędu, aresztowany i postawiony przed sądem po tym jak grudniu 2022 roku próbował nielegalnie rozwiązać Kongres.
Do głównych żądań protestujących należy uwolnienie byłego prezydenta Castillo, ustąpienie Diny Boluarte z urzędu prezydenta oraz przeprowadzenie przedterminowych wyborów.
Po śmierci 62-letniego mężczyzny w południowym regionie Puno, protesty przybrały na sile na terenie całego kraju, w styczniu 2023 bilans ofiar śmiertelnych wyniósł co najmniej 60 osób w różnych miejscach kraju, policja użyła gazu łzawiącego i ostrej amunicji.